# Nieuw-Lekkerlands
Het plaatselijk dialect dat in de Nederlandse plaats Nieuw-Lekkerland wordt gesproken duidt men aan als Nieuw-Lekkerlands. Dit dialect is ontstaan uit het West-Alblasserwaards en wordt nog steeds als een variant hiervan beschouwd. 

## Klanken in het Nieuw-Lekkerlands
Onterecht wordt weleens opgemerkt dat Nieuw-Lekkerlands gewoon een vorm van Poldernederlands is. In het Nieuw-Lekkerlands is weliswaar eveneens veelvuldig sprake van tweeklanken (diftongen), maar dit uit zich in een andere articulatie dan in het Poldernederlands. Er zijn een aantal verschillen met het Poldernederlands wat betreft de uitspraak van klinkers, werkwoordsvormen en accenten. 
- Zo spreekt men van daor, waor, schaop in plaats van met een ae: daer, waer en schaep.
- Bij woorden die eindigen op een -n valt deze klank weg (n-deletie): Zo spreekt men niet van lopen, maar van lòòpe, en van schaope in plaats van schapen.
- Bij woorden zoals kamp, kar of andere woorden met een enkele 'a' ligt de klemtoon sterk op de a. Zodoende krijgt men woorden als kámp en kár.

Een ander kenmerk is het veelvuldig (onnodig) gebruik van verkleinwoorden.
Verkleinwoorden eindigen op -ie. zoals: snoepie, fietsie of biegie (beetje).
| Voorbeeld verkleinwoorden in het Nieuw-Lekkerlands                 |
| ------------------------------------------------------------------ |
| Dan gao je 'n bietjie snoepies stele uit et winkeltie om d'n hoek. |

### Tweeklanken
Het Nieuw-Lekkerlands kent de volgende fonemische tweeklanken:
- 'au' als in pauze

beginpositie als bij 'ah' in kat, eindpositie als bij 'oe' in koe
- 'ij' als in tijd

beginpositie als bij  'a' in kat, eindpositie als bij 'i' in taikwondo
- 'ui' als in tuin

beginpositie als bij 'a' in laat, eindpositie als bij 'uu' in fuut
- 'ee' in been

beginpositie 'ee', eindpositie als bij 'j' in jas
- 'ie' in kies

beginpositie 'ie', eindpositie als bij 'j' in jas
- 'oo' in hoop

beginpositie 'oo', eindpositie als bij 'w' in warm of 'oe' in koe
- 'aa' in schaap

beginpositie 'aa', eindpositie als bij 'o' in schop

## Woordenschat in het Nieuw-Lekkerlands
Naast de uitspraak onderscheidt het Nieuw-Lekkerlands zich ook duidelijk door een veelvoud aan dialectwoordenschat.
- Aosum (adem)
- Bleesies (Thee-blaadjes, kleine stukjes kruiden in gerechten)
- Jakke (Wild doen)
- Krote (bieten, Rotterdams: Kroten)
- Kapoentjie (Lieveheersbeestje)
- Klauteren (Klimmen)
- Mezik (mug)
- Motte (Moeten)
- Trulen (Rollen)
- Wat bi je ant doen (Waar ben je mee bezig)
- Biggels (grind/kiezelstenen)
- Hetje vaok ( Heb je slaap)
- Wafferre momme hebbe (welke moeten we hebben?)
- Zeempies (zie: bleesies)
- Er is nie soan dot (er is niet zoveel)
- Je stoa op me zuurties (je staat op mijn tenen)
- mietje/bietje of miegie/biegie (een beetje)
- knieken (buigen)

Dit zijn slechts enkele voorbeelden. Een meer complete lijst is te vinden in het Nieuw-Lekkerlands woordenboek.

## Nieuw-Lekkerlandse Bijbelvertaling
Met het doel de Nederlandse dialecten meer in kaart te brengen is de gelijkenis van de verloren zoon in 82 verschillende dialecten vertaald, waaronder ook het Nieuw-Lekkerlands.
| fragment uit Dialectvertalingen van de gelijkenis van de verloren zoon |
| --- |
| En hij zee: iemand had twêê zeuns. De jongste ván die twêê zee tege z’n vaoder: Pao ! Gee-me ‘t dîl waer ik recht op heb. En ‘n paor daege laeter pakte die z’n spulle bij mekaor en ging naer ‘n ver lánd. Waer die al z’n sinte verdee an verkeerde dinge. Toe alles op was kwam daer ‘n grôôte hongersnôôd en begon die honger te krijge. Hij prebeerde overal werruk te krijge en vond werrek bij ‘n varrekusboer om varrekus te waai-je. Hij wilde wel van ‘t varrekusvoer ete, zõn honger had’tie mar hij kreeg ‘t nie. Toe doch tie bij z’n aaige: ‘Hoeveul daggelders van me vaoder hebbe brôôd zat en ik borst van de honger. Ik laet de boel de boel en ‘k chaot nae me vaoder en ‘k zeg tege ‘m: Pao,‘k heb verkeerd gedaen tege God en tege jou! Ik bin ‘t nie meer waerd je zeun te hiette, maok maor ‘n daggelder van me’. |

## Toekomst
Door de grote import vanuit de Randstad sterft het Nieuw-Lekkerlands langzaam uit. Het dialect wordt veelal alleen nog gehanteerd door de oorspronkelijke bewoners van Nieuw-Lekkerland.